# Hanna Mariën
Hanna Mariën (Herentals, 16 mei 1982) is een voormalig Belgische bobsleester en sprintster. Mariën behaalde een gouden medaille op de Olympische Zomerspelen in Peking (2008) en een bronzen medaille op de wereldkampioenschappen in Osaka (2007), telkens met de Belgische 4 x 100 m estafetteploeg.

## Biografie

### Eerste scholierentitel
Reeds op jonge leeftijd kwamen de sprintkwaliteiten van Hanna Mariën aan de oppervlakte, want als zestienjarige behaalde de tegenwoordig in Borsbeek woonachtige atlete haar eerste nationale titel bij de scholieren (1998). Er zouden in de jaren erna nog drie Belgische jeugdtitels volgen, alvorens zij in 2003 haar eerste gouden medaille bij de senioren veroverde. Zij werd in dat jaar in Gent nationaal indoorkampioene op de 200 m.

### Internationale ervaring
Twee jaar eerder had Mariën haar eerste internationale ervaring op een groot toernooi al opgedaan tijdens de Europese jeugdkampioenschappen van 2001 in Grosseto. Ze had er deelgenomen aan de 100 en de 200 m, maar op beide nummers de series niet overleefd. Het volgende internationale station waren de Europese seniorenkampioenschappen van 2006 in Göteborg. Ze drong er op de 200 m door tot de halve finales, waarin zij vijfde werd in 23,59 en dertien honderdste seconde tekortkwam voor de finale.
In 2007 vestigde zij op 4 februari in Gent met 23,61 een Belgisch indoorrecord op de 200 m, werd zij bij de Belgische kampioenschappen op de 100 en 200 m achter Kim Gevaert en Olivia Borlée tweemaal derde en behaalde zij in augustus op de universiade in Bangkok op de 200 m een bronzen plak.

### Met estafetteteam brons op WK ...

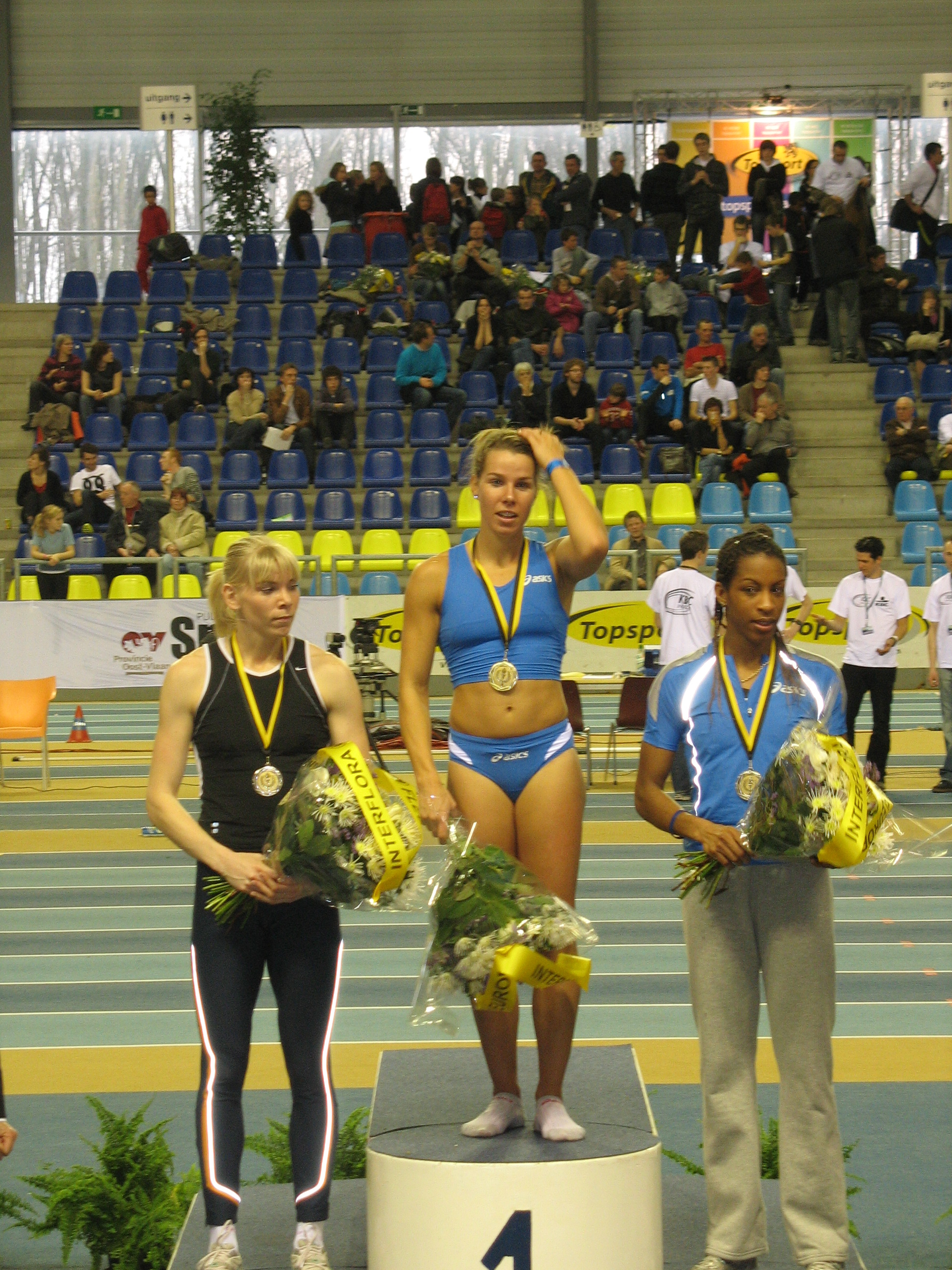
KBC Indoor '08: Goud én een Belgisch record.

Op de wereldkampioenschappen in Osaka won de Belgische 4 x 100 m estafetteformatie, bestaande uit Olivia Borlée, Hanna Mariën, Élodie Ouédraogo en Kim Gevaert, reeds haar serie in de Belgische recordtijd van 42,85. In de finale, op 1 september 2007, deed het viertal er nog een schepje bovenop en werd derde, na de Verenigde Staten en Jamaica, in 42,75 (een tiende sneller dan in de serie). Het was de derde bronzen medaille voor België in de geschiedenis van de wereldkampioenschappen atletiek. Hanna Mariën had overigens ook graag aan de 200 m individueel meegedaan, maar zou daartoe in de week voorafgaand aan de WK nog in een speciale testmeeting hebben moeten optreden. Ondanks inspanningen van de Belgische atletiekbond werd deze mogelijkheid door de IAAF uiteindelijk afgewezen.
Op 24 februari 2008 won Hanna de 200 m op de KBC Indoor in Gent en stelde tegelijkertijd het Belgisch record met 22 honderdsten scherper en bracht het zo op 23,39.

### ... en goud op OS
Op 22 augustus 2008 behaalde Hanna Mariën samen met Kim Gevaert, Élodie Ouédraogo en Olivia Borlée een gouden medaille op de Olympische Spelen in Peking. De estafetteploeg op de 4 x 100 m liep tijdens de race een Belgisch record: 42,54, een verbetering van het een jaar eerder door hetzelfde team gevestigde record met 24 honderdste seconde. Goud was er initieel voor de Russische ploeg, maar na hercontrole van dopingstalen door het WADA (in 2016) werd België dus alsnog winnaar. Nigeria behaalde brons, later zilver en Brazilië werd in plaats van vierde derde met brons.

### 2009
Het jaar 2009 was niet het beste in de atletiekloopbaan van Hanna Mariën. De Belgische indoorkampioenschappen sloeg zij over, maar op de nationale baankampioenschappen was ze er weer bij. Alleen ging het daar niet zoals gepland. Nadat zij op de 100 m wegens een valse start was gediskwalificeerd, kreeg zij voor de finale van de 200 m last van kramp in haar lies. Mariën, die niets wilde riskeren dat haar deelname aan de 4 x 100 m estafette op de WK in Berlijn, enkele weken later, in gevaar kon brengen, trok zich vervolgens terug.
In Berlijn stond Hanna Mariën voor de uiterst moeilijke opgave om, samen met Olivia Borlée, Élodie Ouédraogo en Anne Zagré, maar zonder de inmiddels met de atletieksport gestopte Kim Gevaert, de opgebouwde reputatie op de 4 x 100 m estafette hoog te houden. In de serie kwam het Belgische viertal er echter al achter, dat er nog een lange weg te gaan is. De Belgische vrouwen werden namelijk als zesde uitgeschakeld, ook al werd de beste tijd van het seizoen gerealiseerd: 43,99.

### Einde atletiekloopbaan
Na de teleurstelling over het niet behalen van een selectie voor de Olympische Spelen in Londen met het 4 x 100 m-team, besloot Hanna Mariën om een punt te zetten achter haar professionele loopcarrière. Op 25 augustus 2012 liep ze haar laatste wedstrijd tijdens een meeting in haar thuisbasis Merksem.

### Bobslee
Na haar afscheid in de atletiek begon ze met een nieuw hoofdstuk in haar sportcarrière. Ze maakt deel uit van het Belgische bobsleeteam 'Belgian Bullets' en nam deel aan de Olympische Winterspelen 2014 in Sotsji. Mariën, remster, en stuurvrouw Elfje Willemsen behaalden er als bobsleeduo een zesde plaats.
Na de winterspelen beëindigde ze ook deze carrière en ging aan de slag als personal coach. Eind 2014 werd ze aangesteld als voorzitster van de Belgische Federatie voor Bobslee en Skeleton (BFBS).

### Trivia
Eind 2007 werd Hanna Mariën door de bezoekers van de website van Sportwereld verkozen tot meest sexy sportvrouw van België.
Op 2 juni 2017 ontving Hanna Mariën tijdens de academische zitting op de algemene vergadering van het Belgisch Olympisch en Interfederaal Comité (BOIC) in Brussel de Orde van Verdienste uit handen van BOIC-voorzitter Pierre-Olivier Beckers. Deze trofee wordt sinds 2013 jaarlijks uitgereikt aan een persoon die bijzondere verdiensten heeft in het domein van de sport en die een uitzonderlijke bijdrage heeft geleverd aan de olympische beweging in België.

## Kampioenschappen

### Internationale kampioenschappen
Outdoor
| Onderdeel | Titel               | Jaar |
| --------- | ------------------- | ---- |
| 4 x 100 m | Olympisch kampioene | 2008 |

### Belgische kampioenschappen
Indoor
| Onderdeel | Jaar       |
| --------- | ---------- |
| 60 m      | 2008       |
| 200 m     | 2003, 2005 |

## Persoonlijke records
Outdoor
| Onderdeel | Prestatie | Datum       | Plaats  |
| --------- | --------- | ----------- | ------- |
| 100 m     | 11,41 s   | 9 juli 2006 | Brussel |
| 200 m     | 22,68 s   | 9 juli 2006 | Brussel |

Indoor
| Onderdeel | Prestatie       | Datum            | Plaats |
| --------- | --------------- | ---------------- | ------ |
| 60 m      | 7,37 s          | 17 februari 2008 | Gent   |
| 200 m     | 23,39 s (ex-NR) | 24 februari 2008 | Gent   |

## Palmares

### 60 m
- 2007:  BK AC indoor - 7,44 s
- 2008:  BK AC indoor - 7,37 s
- 2011: 4e BK AC indoor - 7,56 s

### 100 m
- 2007:  BK AC - 11,48 s
- 2008:  BK AC - 11,82 s
- 2008: 9e Memorial Van Damme - 11,77 s
- 2009: DQ BK AC
- 2010:  BK AC - 11,63 s

### 200 m
- 2003:  BK AC indoor - 24,47 s
- 2005:  BK AC indoor - 24,28 s
- 2006:  BK AC indoor - 24,34 s
- 2007:  BK AC - 23,23 s
- 2007: 7e Memorial Van Damme - 23,56 s
- 2007:  Universiade - 23,48 s
- 2008:  Europacup landenteams te Leiria – 23,56 s
- 2008:  BK AC - 23,53 s
- 2009: DNS BK AC
- 2010:  BK AC - 23,47 s
- 2012:  BK AC - 23,37 s

### 4 x 100 m
- 2006: DNF EK
- 2007:  WK - 42,75 s (NR)
- 2008:  Europacup voor landenteams te Leiria - 44,03 s
- 2008:  OS - 42,54 s (NR)
- 2009: 6e in serie WK - 43,99 s
- 2010: DNF EK (in serie 43,82 s)

### 4 x 400 m
- 2008: 6e Europacup voor landenteams te Leiria - 3.38,89

## Onderscheidingen
- 2007: Nationale trofee voor sportverdienste voor haar 4 x 100 m-prestatie op het WK in Osaka
- 2008: Sportploeg van het jaar (met estafetteteam)
- 2017: Orde van Verdienste van het Belgisch Olympisch en Interfederaal Comité

1928: Rosenfeld, Smith, Bell, Cook ·
1932: Carew, Furtsch, Rogers, Von Bremen ·
1936: Bland, Rogers, Robinson, Stephens ·
1948: Stad-de Jong, Witziers-Timmer, van der Kade-Koudijs, Blankers-Koen ·
1952: Faggs, Jones, Moreau, Hardy ·
1956: Strickland, Croker, Mellor, Cuthbert ·
1960: Hudson, Williams, Jones, Rudolph ·
1964: Ciepły, Kirszenstein, Górecka, Kłobukowska ·
1968: Ferrell, Bailes, Netter, Tyus ·
1972: Krause, Mickler-Becker, Richter, Rosendahl ·
1976: Oelsner, Stecher, Bodendorf, Eckert ·
1980: Müller, Wöckel, Auerswald, Göhr ·
1984: Brown, Bolden, Cheeseborough, Ashford ·
1988: Brown, Echols, Griffith-Joyner, Ashford ·
1992: Ashford, Jones, Guidry, Torrence ·
1996: Devers, Miller, Gaines, Torrence ·
2000: Fynes, Sturrup, Davis, Ferguson ·
2004: Lawrence, Simpson, Bailey, Campbell ·
2008: Borlée, Mariën, Ouédraogo, Gevaert ·
2012: Madison, Felix, Knight, Jeter ·
2016: Madison, Felix, Gardner, Bowie ·
2020: Williams, Thompson-Herah, Fraser-Pryce, Jackson ·
2024: Jefferson, Terry, Thomas, Richardson